# بورن‌توغتوخ (خوفسگول)
شهرستان بورِن‌توغتوخ (به زبان مغولی: Бүрэнтогтох сум، [Bürentogtox sum]؛ ᠪᠦᠷᠢᠨ ᠲᠣᠭᠲᠣᠬᠤ ᠰᠤᠮᠤ، [bürin toɣtoqu sumu]) یک شهرستان (سُوم) در مغولستان است که در استان خوفسگول واقع شده‌است.

## تقسیمات اداری
شهرستان بورِن‌توغتوخ متشکل از ۶ قصبه (باغ) می‌باشد، شامل:
- اِرچیم (مغولی: Эрчим баг، [Erčim bag]؛ ᠡᠷᠴᠢᠮ ᠪᠠᠭ، [erčim baɣ])
- ایخ‌اُول (مغولی: Их-Уул баг، [Ix-Uul bag]؛ ᠶᠡᠬᠡ ᠠᠭᠤᠯᠠ ᠪᠠᠭ، [yeke aɣula baɣ])
- بایان‌خوشو (مغولی: Баян хошуу баг، [Bajan xošuu bag]؛ ᠪᠠᠶ᠋ᠠᠨ ᠬᠣᠰᠢᠭᠤ ᠪᠠᠭ، [bayan qošiɣu baɣ])
- بورِن‌خان (مغولی: Бүрэн хаан баг، [Büren xaan bag]؛ ᠪᠦᠷᠢᠨ ᠬᠠᠭᠠᠨ ᠪᠠᠭ، [bürin qaɣan baɣ])
- تویا (مغولی: Туяа баг، [Tujaa bag]؛ ᠲᠤᠶᠠᠭ᠎᠎ᠠ ᠪᠠᠭ، [tuyaɣ-a baɣ])
- سانگین دالای (مغولی: Сангийн далай баг، [Sangijn dalaj bag]؛ ᠰᠠᠩ ᠤ᠋ᠨ ᠳᠣᠭᠤᠳᠤ ᠪᠠᠭ، [saŋ-un toluɣai baɣ])